# ملعب سنغافورة الداخلي
ملعب سنغافورة الداخلي (بالإنجليزية: Singapore Indoor Stadium)‏ هي ساحة داخلية تقع في كالانغ، سنغافورة.